# Hannah Waddingham
Hannah Waddingham (Wandsworth, Londres, Inglaterra, 28 de julio de 1974) es una actriz y cantante británica, conocida por sus contribuciones al Teatro West End, particularmente por Spamalot y el musical El mago de Oz (como la Bruja Mala del Oeste). Ha recibido tres nominaciones a los Premio Laurence Olivier por su trabajo. En 2015 se unió al reparto de la quinta temporada de Game of Thrones con el papel de Septa Unella, como también apareció en la película de 2012, Les Miserables y en el thriller psicológico de 2018, Winter Ridge, como protagonista.

## Trayectoria
Waddingham nació en Wandsworth en Londres, y señala a la familia de su madre como su inspiración para la actuación - su madre, Melodie Kelly, fue una cantante de ópera, como también lo fueron sus abuelos maternos. Una graduada del Academy of Live and Recorded Arts, Waddingham ha tenido una carrera larga en el teatro de Londres, incluyendo su papel de Starbird en Space Family Robinson (Julian y Stephen Butler, 2002); Suzanne Valadon en Lautrec.
Sin embargo, es debido a su papel de Lady of the Lake en Spamalot (en la producción londinense y en Broadway), que es conocida; recibió una nominación al Premio Laurence Olivier por su trabajo. 
Recibió críticas positivas por su papel de Desirée Armfeldt en A Little Night Music. Waddingham recibió otra nominación al Premio Laurence Olivier en 2010 por Mejor Actriz en un Musical por su actuación en Night Music.
A mediados de 2010, Waddingham hizo de la Bruja en Into the Woods en el Open Air Theatre de Londres.
Fue la primera con el papel de la Bruja Mala del Oeste en el musical de 2011, El mago de Oz. Dejó la producción el 4 de septiembre de 2011. Waddingham ganó el Premio whatsonstage.com Theatergoers por Mejor Actriz Secundaria en un Musical debido a su actuación.
En 2012, Waddingham protagonizó el Chichester Festival Theatre 2012 de Kiss Me, Kate. El show se trasladó al Old Vic Theatre en noviembre de 2012.
Fue presentadora del Festival de Eurovisión 2023 en Liverpool.

## Filmografía

### Televisión
| Año        | Título                   | Papel                       | Notas       |
| ---------- | ------------------------ | --------------------------- | ----------- |
| 2002       | Coupling                 | Jenny Turbot                |             |
| 2003, 2006 | My Hero                  | Lula / Miranda / Termomujer |             |
| 2005       | William and Mary         | Penélope                    |             |
| 2005       | Footballers' Wives       | Jools                       |             |
| 2005       | Hollyoaks: Let Loose     | Mrs. Robertson              |             |
| 2008       | Doctors                  | Dixie Deadman               |             |
| 2010–11    | My Family                | Katie                       | 3 episodios |
| 2011       | Agatha Christie's Marple | Lola Brewster               |             |
| 2011       | Not Going Out            | Jane                        | 1 episodio  |
| 2014, 2018 | Benidorm                 | Tonya Dyke                  |             |
| 2015–16    | Game of Thrones          | Septa Unella                |             |
| 2016       | The Entire Universe      | Ella misma                  |             |
| 2016       | Josh                     | Phillipa                    |             |
| 2017       | 12 Monos                 | Magdalena                   |             |
| 2018       | Krypton                  | Jax-Ur                      |             |
| 2019       | Sex Education            | Soffia Marchetti            |             |
| 2020-2023. | Ted Lasso                | Rebecca Welton              |             |
| 2023       | Eurovisión 2023          | Presentadora                |             |

### Películas
| Año  | Título                                  | Papel                  | Notas |
| ---- | --------------------------------------- | ---------------------- | ----- |
| 2008 | How to Lose Friends and Alienate People | Elizabeth Maddox       |       |
| 2012 | Los miserables                          | Trabajadora de fábrica |       |
| 2018 | Winter Ridge                            | Joanne Hill            |       |
| 2022 | Hocus Pocus 2                           | Bruja Madre            |       |
| 2024 | The Fall Guy                            | Gail Meyer             |       |
| 2024 | The Garfield Movie                      | Jinx                   |       |

## Música
Con el nombre artístico de Hannah, llegó al UK Singles Chart en octubre de 2000 con "Our Kind of Love" llegando al puesto N° 41.
Luego cantó en el papel se Starbird en la banda sonora de Space Family Robinson, escrita por Julian y Stephen Butler y lanzada por Pop! Records en mayo de 2002 para que coincidera con la producción teatral (en la que figuraba Hannah como Starbird) en Londres en mayo de 2002.